# Operation Linebacker II
Schlacht um Tua Hai (1960) – Schlacht um Ap Bac (1963) – Schlacht von Nam Dong (1964) – Tonkin-Zwischenfall (1964) – Operation Flaming Dart (1965) – Operation Rolling Thunder (1965–68) – Schlacht von Dong Xoai (1965) – Schlacht im Ia-Drang-Tal (1965) – Operation Crimp (1966) – Operation Hastings (1966) – Schlacht von Long Tan (1966) – Operation Attleboro (1966) – Operation Cedar Falls (1967) – Schlacht um Hügel 881 (1967) – Schlacht bei Dak To (1967) – Schlacht um Khe Sanh (1968) – Tet-Offensive (1968) – Schlacht um Huế (1968) – Operation Speedy Express (1968/69) – Operation Dewey Canyon (1969) – Schlacht am Hamburger Hill (1969) – Operation Menu (1969/70) – Operation Lam Son 719 (1971) – Schlacht um FSB Mary Ann (1971) – Schlacht um Quảng Trị (1972) – Operation Linebacker (1972) – Operation Linebacker II (1972) – Schlacht von Xuan Loc (1975) – Operation Frequent Wind (1975)
Operation Linebacker II war ein strategisches Bombardement, das die Seventh Air Force und die Task Force 77 der US Navy in der Endphase des Vietnamkrieges gegen Ziele in Nordvietnam ausführten. Die Kampfhandlungen dauerten vom 18. bis zum 29. Dezember 1972, weshalb sie auch December Raids und Christmas Bombings genannt werden. Anders als die Abriegelungen Operation Rolling Thunder und Operation Linebacker war Linebacker II ein Bombardement mit dem Ziel der Zerstörung wichtiger Einrichtungen in den Gegenden von Hanoi und Haiphong, wie sie nur durch B-52-Bomber möglich war. Es waren die schwersten Bombenangriffe der US Air Force seit dem Ende des Zweiten Weltkriegs.
Insgesamt 741 B-52-Einsätze wurden befohlen, 729 davon wurden ausgeführt; 15.237 Tonnen Bomben auf 18 industrielle und 14 militärische Ziele, darunter acht Luftabwehrstellungen, abgeworfen, dazu weitere 5.000 Tonnen Bomben von Jagdbombern. 212 zusätzliche B-52-Einsätze wurden im gleichen Zeitraum zur Unterstützung von Bodenoperationen geflogen.

## Trivia
Joan Baez erlebte das Christmas Bombing im Dezember 1972 vor Ort in Hanoi. Sie besuchte Nordvietnam mit einer US-Delegation der Friedensbewegung. Das 1973 erschienene Album Where Are You Now, My Son? gibt im gleichnamigen vertonten Gedicht, das mit Live-Tonbandaufzeichnungen des Geschehens untermalt ist, ihre Eindrücke der Bombardements in Hanoi wieder.